# Kanonarcha
Kanonarcha je vedoucí kantor nebo žalmista (čtec) ve východních křesťanských církvích byzantské tradice. Kanonarcha zajišťuje, aby ostatní žalmisté zpívali ze správných textů a používali správné tóny. Kanonarcha zachovává kanonický řád v liturgických službách správným používáním Typikonu.
Kanonarcha také čte verše prokimen a související texty. V některých církvích mnoho z povinností kanonarchy přebírá jáhen (diákon), jako je zpívání veršů Theos Kyrios.